# دامیان کاجیور
دامیان کاجیور (لهستانی: Damian Kądzior؛ زادهٔ ۱۶ ژوئن ۱۹۹۲) بازیکن فوتبال اهل لهستان است.
از باشگاه‌هایی که در آن بازی کرده‌است می‌توان به باشگاه فوتبال دینامو زاگرب، باشگاه فوتبال یاگلونیا بیاویستوک، و باشگاه فوتبال گورنیک زابژه اشاره کرد.
وی همچنین در تیم ملی فوتبال لهستان بازی کرده‌است.